# Ricardo de Carvalho
Ricardo de Carvalho (nascido em 7 de março de 1961) é um remador brasileiro. Ele competiu nos Jogos Olímpicos de Verão de 1980, nos Jogos Olímpicos de Verão de 1984 e nos Jogos Olímpicos de Verão de 1988 . Medalhista de ouro em 2 Jogos Pan-Americanos, em Caracas 1983 e Indianápolis 1987 com seu irmão Ronaldo Esteves de Carvalho. Os Irmãos Carvalho foram ainda hexa-campeões Sul-Americanos, além de finalistas em Campeonatos Mundiais. Seu pai, José de Carvalho Filho, remador olímpico em Melbourne 1956, era seu treinador. Ricardo está ainda listado em “atletas olímpicos que ganharam uma medalha na Summer Universiad“ (0–1–0 1987 Zagreb, Remo, Medalha de prata, Categoria Dois Sem, com seu irmão Ronaldo) 